# NGC 902
 NGC 902 ist eine Balken-Spiralgalaxie vom Hubble-Typ SBbc im Sternbild Walfisch südlich des Himmelsäquators. Sie ist schätzungsweise 301 Millionen Lichtjahre von der Milchstraße entfernt und hat einen Durchmesser von etwa 50.000 Lj.
Im selben Himmelsareal befindet sich u. a. die Galaxie NGC 887.
Das Objekt am wurde am 28. November 1885 von Francis Leavenworth entdeckt.